# Leça do Balio
Leça do Balio ist eine ehemalige Gemeinde im Kreis Matosinhos des Distrikts Distrikt Porto in Portugal. Sie hat auf einer Fläche von 9,1 km² 17.545 Einwohner (Stand 30. Juni 2011).

## Geschichte
Im Gebiet um den Ort, vor allem bei Custóias gibt es durch entdeckte Hünengräber Hinweise  auf eine Besiedlung des Gebiets während der Jungsteinzeit vor circa 5000 Jahren, sowie eine eisenzeitliche Siedlung bei der Ortschaft Sao Sebastião. Aus dem 1. Jahrhundert belegen Funde die römische Villa Decio, von dem sich der Name Leça ableiten lässt, und einen Iuppitertempel, wo heute das Mosteiro de Leça do Balio (dt. Kloster von Leça do Balio) steht.
Im Jahr 1999 wurde der Ort von Leça do Bailio in Leça do Balio umbenannt und am 30. Juni des gleichen Jahres zur Kleinstadt (Vila) erhoben.
Zum 29. September 2013 wurde die Gemeinde Leça do Balio im Zuge der Gebietsreform in Portugal mit den Gemeinden Custóias und Guifões zur neuen Gemeinde União das Freguesias de Custóias, Leça do Balio e Guifões zusammengeschlossen. Hauptsitz der neuen Gemeinde wurde Custóias.

## Bauwerke
- Mosteiro de Leça do Balio[6]
- Quinta do Chantre

(Auswahl)

## Wirtschaft
Leça do Balio ist Unternehmenssitz der União Cervejeira SA (Unicer)-Brauerei.

## Söhne und Töchter der Gemeinde
- Manuel da Silva Martins (1927–2017), römisch-katholischer Geistlicher, Bischof von Setúbal
- Américo Manuel Alves Aguiar (* 1973), römisch-katholischer Geistlicher, Bischof von Setúbal, Kardinal